# Cascate di Valganna
Le cascate di Valganna sono delle cascate artificiali che si trovano in Valganna, nel comune di Induno Olona, in provincia di Varese.

## Caratteristiche
Le cascate sono originate da una delle tre sorgenti principali del fiume Olona. Più precisamente, fanno parte del ramo del fiume che nasce all'Alpe Ravetta (618 m s.l.m.) La quota base della cascata è 613 m, mentre il salto è 20 m. Vicino alle cascate vi sono le omonime grotte.
Dato che nelle acque dell'Olona sono presenti carbonati, sulle cascate è possibile ammirare il fenomeno del deposito del travertino. Conosciute localmente anche come "sorgenti petrificanti", le cascate sono state create artificialmente all'inizio del XX secolo per migliorare il prelievo dell'acqua dal fiume. In inverno, a causa del clima rigido e dell'insolazione praticamente assente, sono spesso ghiacciate.